# Élections législatives de 1962 en Tarn-et-Garonne
Les élections législatives françaises de 1962 se déroulent les 18 et 25 novembre 1962. Dans le département de Tarn-et-Garonne, deux députés sont à élire dans le cadre de cinq circonscriptions.

## Élus
| Circonscription | Député sortant         | Parti | Parti | Député élu ou réélu | Parti | Parti  |
| --------------- | ---------------------- | ----- | ----- | ------------------- | ----- | ------ |
| 1re             | Pierre de Sainte-Marie |       | UNR   | Louis-Jean Delmas   |       | SFIO   |
| 2e              | Camille Bégué          |       | UNR   | Antonin Ver         |       | Radsoc |

## Résultats

### Résultats à l'échelle du département
| Parti          | Parti                                          | Premier tour | Premier tour | Second tour | Second tour | Sièges |
| Parti          | Parti                                          | Voix         | %            | Voix        | %           | Sièges |
| -------------- | ---------------------------------------------- | ------------ | ------------ | ----------- | ----------- | ------ |
|                | Union pour la nouvelle République (UDT)        | 20 516       | 28,03        | 33 276      | 42,28       | 0      |
|                | Majorité présidentielle                        | 20 516       | 28,03        | 33 276      | 42,28       | 0      |
|                |                                                |              |              |             |             |        |
|                | Mouvement républicain populaire                | 7 456        | 10,19        | Retrait     | Retrait     | 0      |
|                | Centre national des indépendants et paysans    | 6 379        | 8,72         | Retrait     | Retrait     | 0      |
|                | Centre démocratique                            | 13 835       | 18,91        |             |             | 0      |
|                |                                                |              |              |             |             |        |
|                | Parti radical                                  | 14 295       | 19,53        | 25 783      | 32,76       | 1      |
|                | Parti communiste français                      | 11 936       | 16,31        | Retrait     | Retrait     | 0      |
|                | Section française de l'Internationale ouvrière | 8 661        | 11,84        | 19 652      | 24,97       | 1      |
|                | Union et fraternité française                  | 2 583        | 3,53         |             |             | 0      |
|                | Parti socialiste unifié                        | 1 355        | 1,85         | 0           |             |        |
|                |                                                |              |              |             |             |        |
| Inscrits       | Inscrits                                       | 109 032      | 100,00       | 109 061     | 100,00      | 2      |
| Abstentions    | Abstentions                                    | 32 521       | 29,83        | 26 487      | 24,29       |        |
| Votants        | Votants                                        | 76 511       | 70,17        | 82 574      | 75,71       |        |
| Blancs et nuls | Blancs et nuls                                 | 3 330        | 4,35         | 3 863       | 4,68        |        |
| Exprimés       | Exprimés                                       | 73 181       | 95,65        | 78 711      | 95,32       |        |

### Résultats par circonscription

#### Première circonscription (Montauban)
| Candidat       | Candidat                       | Parti          | Premier tour | Premier tour | Second tour | Second tour |  |
| Candidat       | Candidat                       | Parti          | Voix         | %            | Voix        | %           |  |
| -------------- | ------------------------------ | -------------- | ------------ | ------------ | ----------- | ----------- |  |
|                | Pierre de Sainte-Marie sortant | UNR-UDT        | 9 945        | 28,37        | 18 025      | 47,84       |  |
|                | Louis-Jean Delmas élu          | SFIO           | 8 661        | 24,71        | 19 652      | 52,16       |  |
|                | Pierre Juge                    | PCF            | 5 787        | 16,51        | Retrait     | Retrait     |  |
|                | Henri Roques                   | CNIP           | 4 881        | 13,93        | Retrait     | Retrait     |  |
|                | Henri Lacaze                   | MRP            | 4 527        | 12,92        | Retrait     | Retrait     |  |
|                | Henri Boyer                    | UFF            | 1 250        | 3,57         |             |             |  |
|                |                                |                |              |              |             |             |  |
| Inscrits       | Inscrits                       | Inscrits       | 52 179       | 100,00       | 52 148      | 100,00      |  |
| Abstentions    | Abstentions                    | Abstentions    | 15 448       | 29,61        | 12 331      | 23,65       |  |
| Votants        | Votants                        | Votants        | 36 731       | 70,39        | 39 817      | 76,35       |  |
| Blancs et nuls | Blancs et nuls                 | Blancs et nuls | 1 680        | 4,57         | 2 140       | 5,37        |  |
| Exprimés       | Exprimés                       | Exprimés       | 35 051       | 95,43        | 37 677      | 94,63       |  |

#### Deuxième circonscription (Castelsarrasin)
| Candidat       | Candidat              | Parti          | Premier tour | Premier tour | Second tour | Second tour |  |
| Candidat       | Candidat              | Parti          | Voix         | %            | Voix        | %           |  |
| -------------- | --------------------- | -------------- | ------------ | ------------ | ----------- | ----------- |  |
|                | Antonin Ver élu       | Radsoc         | 14 295       | 37,49        | 25 783      | 62,83       |  |
|                | Camille Bégué sortant | UNR-UDT        | 10 571       | 27,72        | 15 251      | 37,17       |  |
|                | Roger Vié             | PCF            | 6 149        | 16,13        | Retrait     | Retrait     |  |
|                | Raymond Bachala       | MRP            | 2 929        | 7,68         | Retrait     | Retrait     |  |
|                | Maurice Onfroy        | CNIP           | 1 498        | 3,93         |             |             |  |
|                | Serge Mallet          | PSU            | 1 355        | 3,55         |             |             |  |
|                | Jean Soupa            | UFF            | 1 333        | 3,5          |             |             |  |
|                |                       |                |              |              |             |             |  |
| Inscrits       | Inscrits              | Inscrits       | 56 853       | 100,00       | 56 913      | 100,00      |  |
| Abstentions    | Abstentions           | Abstentions    | 17 073       | 30,03        | 14 156      | 24,87       |  |
| Votants        | Votants               | Votants        | 39 780       | 69,97        | 42 757      | 75,13       |  |
| Blancs et nuls | Blancs et nuls        | Blancs et nuls | 1 650        | 4,15         | 1 723       | 4,03        |  |
| Exprimés       | Exprimés              | Exprimés       | 38 130       | 95,85        | 41 034      | 95,97       |  |